# (3364) Zdenka
(3364) Zdenka ist ein Asteroid des Hauptgürtels, der am 5. April 1984 vom tschechischen Astronomen Antonín Mrkos am Kleť-Observatorium (Sternwarten-Code 046) in der Nähe der Stadt Český Krumlov in Südböhmen entdeckt wurde.
Der Asteroid wurde nach der tschechischen Astronomin Zdeňka Vávrová (* 1945) benannt, die als langjährige Mitarbeiterin des Kleť-Observatoriums dort zwischen 1978 und 1991 mehr als 100 Asteroiden entdeckte.